# Wazir Khan
Shaikh Ilam-ud-din Ansari (f. 1641), conocido por su título Wazir Khan, era nativo de Chiniot (Punjab, actual Paquistán), cuya familia había migrado a Lahore. Progresó hasta convertirse en uno de los médicos de la corte del emperador mogol Shah Jahan en Lahore, y luego de una extensa vida dedicado al servicio lo convirtió en noble mogol al comando de 7000 personas. Fue jefe Qadi en Lahore durante algún tiempo.

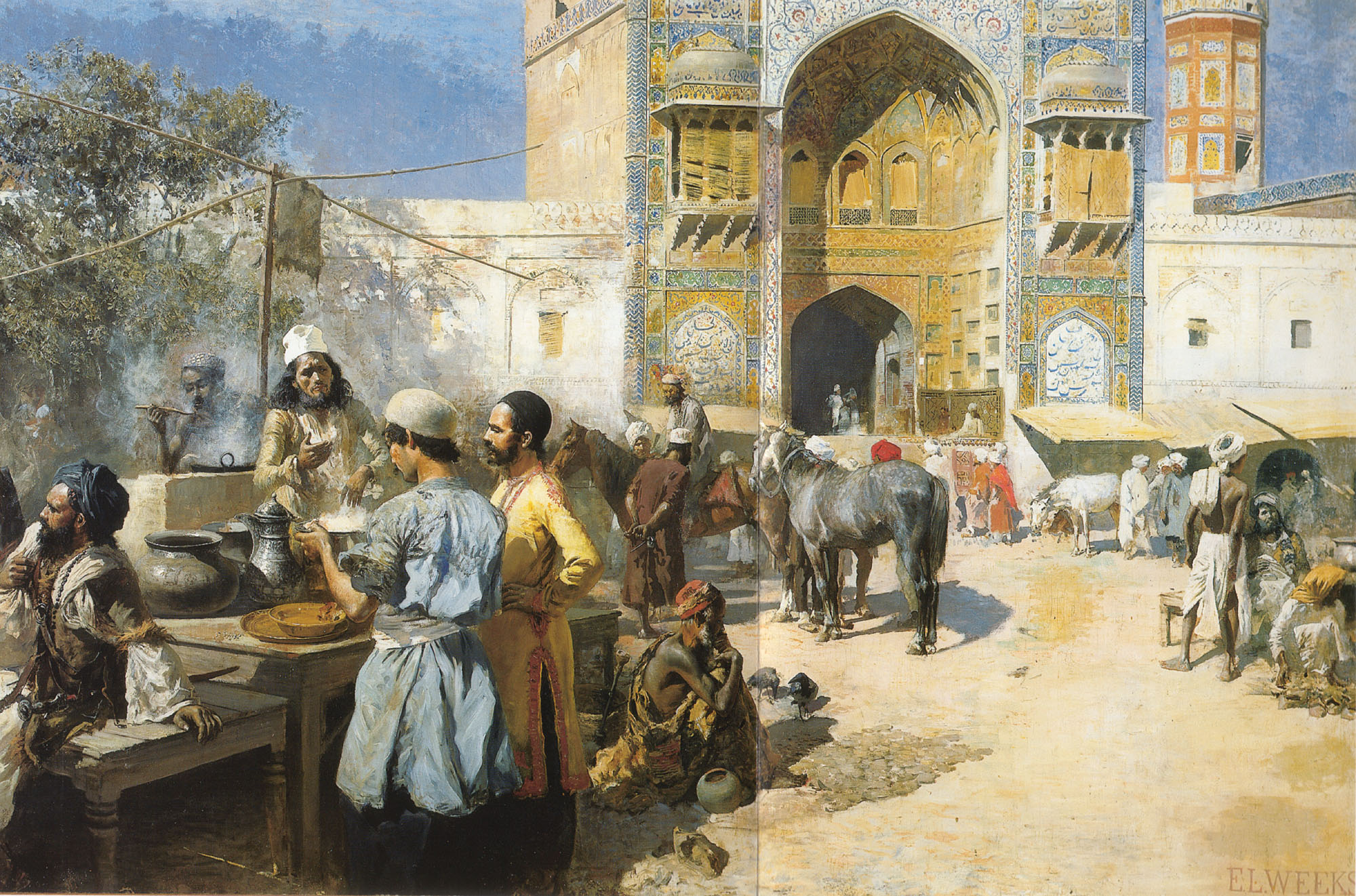
Mezquita Wazir Khan

De 1628 a 1631 fue gobernador de Agra tras lo cual fue nombrado gobernador de Lahore. Ocupó este cargo hasta aproximadamente 1640/1641, cuando volvió a ser nombrado gobernador de Agra.
Hoy en día es más conocido por haber fundado Wazirabad, una ciudad cerca del río Chenab en el Punjab, y por haber construido la famosa Mezquita de Wazir Khan en Lahore. El título de "Wazir Khan" con el que se le recuerda en la posteridad le fue concedido por Shah Jahan, y significa literalmente un "Visir", o Visir, un "Ministro/Oficial de la Alta Corte".